# Léonie Couture
Pour les articles homonymes, voir Léonie.
Léonie Couture, née en 1951 à Saint-Georges de Beauce, au Québec, est une militante féministe canadienne. Elle est la fondatrice de La rue des Femmes, un organisme destiné à venir en aide aux femmes sans abri, principalement dans la région de Montréal.

## Biographie
Elle obtient un baccalauréat en administration de l'Université Laval, qu'elle complète par une formation en psychologie à l'Université de Montréal et à l'Université du Québec à Montréal (UQAM).
Léonie Couture est d'abord été consultante en développement organisationnel dans les années 1976-77, puis se joint à la Commission de la fonction publique à Ottawa de 1977 à 1979. De 1979 à 1981, elle devient directrice adjointe des soins infirmiers au Centre hospitalier de l'Outaouais.
Elle s'engage dans les mouvements communautaires à partir de 1981. Elle œuvre notamment au sein du Mouvement contre le viol et l’inceste jusqu'en 1987, se préoccupe du problème de l'alphabétisation jusqu'en 1991 et se joint au Centre de santé des femmes de 1991 à 1993.
Elle se consacre à la cause des femmes sans-abris (en "état d'itinérance") en 1994 et fonde l'organisme La rue des Femmes,.
Elle participe aux activités de nombreux groupes et réseaux d'aide communautaire, notamment comme membre du conseil d’administration de la Fédération des femmes du Québec, où elle a siégé pendant trois ans dans le contexte de l'organisation de la Marche mondiale des Femmes du Québec et elle est toujours membre du conseil de la Société de développement social de Ville-Marie.

## Prix et distinctions
- 2019 : parmi les portraits des vingt-et-une Montréalaises exceptionnelles qui se démarquent sur les plans social, scientifique et culturel[7]
- 2017 :  Membre de l'Ordre du Canada[8]
- 2013 : Nommée au palmarès La Presse des 10 femmes les plus influentes du Québec[9]
- 2012 :  Chevalière de l'Ordre national du Québec[10]
- 2011 : Prix Thérèse-Daviau
- 2010 : Prix Idola St-Jean de la Fédération des femmes du Québec